# 홉스카취
홉스카취(Hopscotch)는 미국에서 제작된 로널드 님 감독의 1980년 코미디 영화이다. 월터 매튜 등이 주연으로 출연하였고 오토 플래쉭스 등이 제작에 참여하였다.

## 출연

### 주연
- 월터 매튜
- 글렌다 잭슨

### 조연
- 샘 워터스톤
- 네드 비티
- 허버트 롬
- 조지 베이커
- 아이버 로버츠

## 제작진
- 원작자: 브라이언 가필드
- 미술: 윌리암 J. 크레버